# Miocora chirripa
Miocora chirripa – gatunek ważki z rodziny Polythoridae. Występuje na terenie Ameryki Centralnej – został stwierdzony tylko w Kostaryce.